# Sgurgola
Sgurgola là một đô thị ở tỉnh Frosinone trong vùng Lazio, có vị trí cách khoảng 60 km về phía đông nam của Roma và khoảng 15 km về phía tây của Frosinone. Tại thời điểm ngày 31 tháng 12 năm 2004, đô thị này có dân số 2.610 người và diện tích là 19,3 km².
Sgurgola giáp các đô thị: Anagni, Ferentino, Gorga, Morolo.